# Breitenburg
Breitenburg – miejscowość i gmina w Niemczech, w kraju związkowym Szlezwik-Holsztyn, w powiecie Steinburg, wchodzi w skład i jest siedzibą Związku Gmin Breitenburg.